# Три пенси (британська монета)
Три пенси, також трипенсовик (англ. threepence, позначення 3d, інколи threepenny bit) — колишня британська монета, що перебувала в обігу протягом 1547—1970 років.

## Найменування
Трипенсовик мав кілька розмовних та діалектних назв: threepenny-bit, joey ([dзɔuɪ] та інші варіанти вимови), little hog, little johnny, tizzy:226, 246, 432).
Літера «d» у позначенні трипенсовика 3d є звичайним позначенням для старого (до 1971 року) пенні і є скороченням від латинського слова «denarius». Використання такої назви пов'язано з каролінгським денарієм, що в свою чергу отримав назву від римської срібної монети денарія.

## Виноски
1. ↑  Michael V. Barry. Survey of English Dialects [Архівовано 24 березня 2018 у Wayback Machine.]. — Routledge, London and New York. — 1994 ISBN 0-415-02029-8 (англ.)